# Аваджи (град)
Вижте пояснителната страница за други значения на Аваджи.
Аваджи (на японски: 淡路市, по английската Система на Хепбърн Awaji-shi, Аваджи-ши) е град разположен на остров Аваджи в префектура Хього, Япония.
Градът е основан на 1 април 2005 г. при сливането на град Аваджи със съседните градове Хигашиура, Хокудан, Ичиномия и Цуна.
Към 1 януари 2018 г. градът има население от 42 254 жители и гъстота 229 души на km2. Общата му площ е 184,05 km2.